# Occupazione (diritto)
L'occupazione, (in latino occupatio) in diritto, è una condotta consistente nella presa di possesso di beni mobili o immobili, che appartengano o meno ad altri soggetti. Costituisce un modo di acquisto della proprietà quando il bene oggetto dell'occupazione non appartiene ad alcuno (cosiddette res nullius) o è stato volontariamente abbandonato dal proprietario (cosiddetta res derelicta).

## Storia
Si può dire che il fenomeno per cui l'atto di impossessamento di una res nullius ne comporti l'acquisto della proprietà da parte dell'occupante risponda alla naturalis ratio e sia stato presente in tutte le epoche storiche.
La definizione giuridica dell'istituto dell'occupazione risale ai "giuristi romani" che definirono occupatio l'atto unilaterale di presa di possesso di una res corporalis. Qualora si fosse trattato di una res nullius, per un principio fondato sulla naturalis ratio, l'acquisto del possesso ne comportava automaticamente l'acquisto della proprietà.
Nelle Istituzioni di Gaio troviamo la seguente enunciazione: G.2.66 naturali nobis ratione adquiruntur quae occupando ideo consecuti erimus, quia antea nullius essent: qualia sunt omnia quae terra mari caelo capiuntur. 2.67 Itaque si feram bestiam aut volucrem aut piscem ceperimus, simul atque captum fuerit, statim nostrum fit. (Traduzione: In base alla naturalis ratio acquistiamo le cose che occupiamo, in quanto prima non erano di nessuno: quali quelle che vengono catturate in terra mare e cielo. Parimenti, se abbiamo catturato un animale selvatico o un uccello o un pesce, esso appena catturato diventa nostro.)
Tre secoli dopo, nelle Istituzioni di Giustiniano troviamo espresso il medesimo principio, con la precisazione che il fenomeno dell'occupatio acquisitiva delle res nullius corrisponde al ius gentium, essendo un principio applicato presso tutti i popoli: I.2.1.12: Ferae igitur bestiae et volucres et pisces, id est omnia animalia quae in terra mari nascuntur, simul atque ab aliquo capta fuerint, iure gentium statim illius esse incipiunt: quod enim ante nullius est, id naturali ratione occupanti conceditur. (Traduzione: E così gli animali selvatici e gli uccelli e i pesci, cioè tutti gli animali che nascono in terra mare e cielo, appena siano catturati da qualcuno diventano suoi per un principio di naturalis ratio)

## Nel mondo

### Italia
L'occupazione è regolata dagli articoli 923 e seguenti del Codice Civile.

#### Descrizione
Possono essere cose di nessuno, suscettibili di occupazione, solo le cose mobili: i beni immobili che non appartengono a nessun privato, sono di proprietà dello Stato (art. 827 cc.) o delle regioni a statuto speciale. I privati possono acquistare la proprietà degli immobili vacanti solo con l'usucapione.
Il codice civile considera cose di nessuno due serie di cose (art. 923):
- Le cose abbandonate: queste diventano cose di nessuno dopo l'abbandono (“derelizione”) da parte del proprietario, il quale si libera del possesso della cosa con l'intenzione di rinunciare alla proprietà. La derelizione è un semplice fatto giuridico: basta, in chi la pone in essere, la capacità naturale di intendere e volere.
- Gli animali che formano oggetto di caccia o di pesca: la fauna selvatica, con la legge 968 del 1977, è diventata patrimonio indisponibile dello Stato e dunque la norma vale ormai solo per la pesca.

Un caso particolare di derelizione è quello degli animali mansuefatti che fuggono senza che il proprietario li reclami entro venti giorni da quando ha avuto conoscenza del luogo in cui si trovano; diversa la norma che vale per gli animali migratori: se questi abbandonano il fondo, il proprietario ne perde per ciò stesso la proprietà, che viene acquistata del proprietario del fondo sul quale siano spontaneamente migrati, purché quest'ultimo non li abbia attirati con arte o con frode.
Di acquisto della proprietà si può parlare anche in una terza ipotesi, non espressamente menzionata nel codice, e che si può definire come occupazione delle cose mobili altrui con il consenso, espresso o tacito, del proprietario. Un esempio sono funghi o legna raccolti sul fondo altrui: qui non si tratta di cose di nessuno: sono frutti naturali del fondo, che tuttavia, sono resi suscettibili di occupazione dal consenso del proprietario. Il consenso alla altrui occupazione non influisce sul modo di acquisto della proprietà, che è pur sempre a titolo originario.
Dopo la legge 968 del 1977 rientra in questa ipotesi, nei limiti e alle condizioni in cui la caccia è ancora permessa, anche l'acquisto per occupazione della selvaggina. Per tradizione venatoria acquista la selvaggina il cacciatore che l'ha scovata, anche se altri l'ha successivamente uccisa.
Ma esistono frutti spontanei del fondo che nessuno può cogliere, nemmeno il proprietario (come le specie vegetali protette), perché si tratta di cose che non possono formare oggetto di diritti.

#### Natura giuridica
Autorevole dottrina ritiene che sia necessario ai fini dell'occupazione la presenza di un elemento psicologico, l'animus occupandi , inteso come volontà di acquistare la proprietà della cosa, in capo a colui che compie l'impossessamento. Il fatto stesso dell'impossessamento farebbe presumere, salvo prova contraria, l'animus occupandi.
Secondo questa concezione, definita negoziale, l'occupazione rientrerebbe nell'ampia categoria del negozio giuridico, e come conseguenza l'incapacità di agire non potrebbe compiere alcuna valida occupazione (in questo senso cfr. Emilio Betti e Santoro-Passarelli, quest'ultimo indica l'occupazione tra i negozi di attuazione).
Di diverso parere altri autori che negano la natura di negozio giuridico all'occupazione, e fanno rientrare tale modo di acquisto della proprietà negli atti giuridici in senso stretto nei quali gli effetti giuridici non sono disposti dalla volontà dell'agente ma dalla legge. Sarebbe sufficiente, per produrre l'effetto giuridico, la mera presenza dell'elemento materiale dell'impossessamento della cosa.
L'occupazione abusiva di immobili da parte di un terzo è un reato di cui all’art. 633 c.p. (e 639 bis c.o.) rubricato “Invasione di terreni o edifici” e punito con la reclusione fino a due anni e la multa. L'art. 54 c.p. prevede la scriminante dello stato di necessità che deve essere un “pericolo attuale non volontariamente causato né altrimenti evitabile“, requisiti che il giudice ha il compito di accertare.
Secondo la Cass civ., Sez. Un., n. 33645 del 2022, l'occupazione illecita di un immobile da parte di terzi crea in capo al proprietario il diritto al risarcimento del mancato godimento del bene, diritto che il giudice può valutare in via equitativa in base ai canoni locativi di mercato.